# Aapo Halme
Pour les articles homonymes, voir Halme.
Aapo Halme né le 22 mai 1998 à Helsinki en Finlande, est un footballeur finlandais. Il joue au poste de défenseur central.

## Biographie

### Débuts professionnels
Natif d'Helsinki en Finlande, Aapo Halme est formé par le FC Honka, où il débute en professionnel, avant de rejoindre le Klubi-04. Le 26 janvier 2016, alors qu'il est âgé de 17 ans, il s'engage pour trois ans avec le club le plus titré du pays, l'HJK Helsinki.

### Leeds United
Le 3 janvier 2018, Aapo Halme rejoint Leeds United, avec qui il s'engage pour quatre ans. Le montant du transfert serait serait inférieur à 500 000 £, et il devient le quatrième joueur finlandais à signer en faveur de Leeds. Il joue son premier match en équipe première le 24 novembre 2018, lors d'une rencontre de Championship remportée par son équipe sur le score de deux buts à zéro face à Bristol City.
Il ne marque qu'un seul but avec cette équipe, le 6 janvier 2019 contre Queens Park Rangers en coupe d'Angleterre. Son équipe s'incline toutefois par deux buts à un ce jour-là.

### Barnsley FC
Le 3 juillet 2019, Aapo Halme s'engage en faveur du Barnsley FC. Il joue son premier match le 13 août 2019, lors d'une rencontre de Coupe de la Ligue anglaise perdue face à Carlisle United (0-3).

### HJK Helsinki
Le 25 juillet 2022, Aapo Halme fait son retour au HJK Helsinki. Il signe un contrat courant jusqu'en décembre 2024.

### En équipe nationale
Avec les moins de 17 ans, il inscrit un but en amical contre la Lettonie, en juin 2014 (victoire 2-0). A plusieurs reprises, il officie comme capitaine de cette sélection.
Aapo Halme joue son premier match avec l'équipe de Finlande espoirs le 6 juin 2017, contre la Slovénie. Son équipe s'impose sur le score de un but à zéro ce jour-là. Avec les espoirs, il porte à huit reprises le brassard de capitaine.

## Palmarès
- Champion de Finlande en 2017 avec le HJK Helsinki.